# بين تومسون (سياسي)
بين تومسون هو محامي وسياسي كندي، ولد في 11 أبريل 1924 في تورونتو في كندا، وتوفي في 23 مارس 1998 في برايتون في كندا. حزبياً، نشط في الحزب الكندي التقدمي المحافظ. وقد انتخب عضو مجلس العموم الكندي.